# Tribe of Two
Tribe of Two est une société américaine produisant des sacs à main, des portefeuilles et d'autres articles en cuir de luxe fabriqués à la main par des artisans italiens en dehors de Florence, en Italie. Il a été lancé par les anciens mannequins Brenda Schad (en) et Jeannine Mc Cann.

## Histoire
Brenda et Jeannine ont cocréé la société Tribe of Two en avril 2012 à Coral Gables, en Floride, et leur marque de commerce numéro de série# 85630182 a été enregistrée par USPTO en juin 2013.
Jeannine et Brenda se sont rencontrées en tant que mannequins en septembre 1988 à Milan et ont été présentées dans de nombreux magazines internationaux et ont honoré les pistes. D'origine amérindienne, Brenda combine son expérience de voyage à travers le monde, de vie dans différentes villes et d'exploration de différentes cultures pour créer une combinaison gagnante de designs pratiques, exotiques et classiques pour toutes les femmes.
Chaque pièce est fabriquée à la main dans l'atelier de la périphérie de Florence, en Italie, en utilisant uniquement les meilleurs matériaux et des peaux sélectionnées à la main. L'attention portée aux détails par les maîtres artisans italiens fait de chaque sac une œuvre d'art unique,.

## Présentation
Tribe of Two est une ligne ultra haut de gamme d'accessoires de mode uniques et sur mesure vendus dans des magasins exclusifs à travers le monde. The Tribe se spécialise dans les sacs et les sacs à main fabriqués à la main dans une petite usine familiale à la périphérie de Florence, en Italie, en utilisant uniquement les matériaux et sélectionnées à la main. Les fondateurs de la tribu étaient des mannequins à succès qui ont utilisé leurs goûts et leurs talents exigeants pour se procurer les sacs les plus raffinés et les plus branchés.

### À propos des cofondateurs
Brenda Schad est une Amérindienne née et a vécu à New York, Los Angeles, Paris, Milan et Tokyo. À 15 ans, elle commence le mannequinat à Tokyo pour payer ses études universitaires à l'université Sophia et finit par devenir mannequin en France. Certaines des campagnes de Brenda incluent Wonderbra, Gucci, Dior, Garnier, Givenchy, Escada, Sonia Rykiel, Victoria's Secret et Van Cleef & Arpels, ainsi que d'innombrables éditoriaux et couvertures pour Elle, Vogue, Cosmo, Marie Claire, Amica, Mirabella (en), Tatler, et GQ.
Jeannine Mc Cann est mannequin et travaille avec Yves Saint Laurent Beauté depuis plus de dix ans pour des émissions, des films et des imprimés YSL. Elle a également honoré les pistes de Ferré, Dior, Givenchy, Ungaro, Balenciaga, Lacroix, Balmain, Missoni, Trussardi et Oscar Dela Renta.

## Réception critique
- Tribe of Two, a été nommé pour le prix du meilleur nouveau design en 2019 pour les prix de design ACE (Accessories Council Excellence Awards).
- Tribe of Two a été présenté dans différents magazines comme le magazine de mode Collezioni, publié le 16 janvier 2019[2], LEFAIR Magazine, publié le 24 mars 2017[5] Magazine Westlake Malibu, publié en mars-avril 2017[5],[6].
- Il a été reconnu comme l'un des premiers participants de niveau Platine à GuideStar Exchange et comme l'une des 51 organisations recevant un score parfait dans les dernières évaluations de Charity Navigator.

### Dans les medias
- Le 13 avril 2017, la pochette de soirée Eve Serpentine de Tribe of Two a été présentée dans le 100e épisode de Scandal, une série télévisée à suspense politique américaine mettant en vedette Kerry Washington[7].
- Ellen Barkin a interprété le 11 juillet 2017, la Tribu des Deux Urban Safari dans le 16e épisode d'Animal Kingdom, une série télévisée dramatique américaine.

Mentions Légales
- Le TT logo a été conçu par Brenda en 2012. Ce design, devenu rapidement emblématique, est au cœur d’un différend avec la maison italienne Tod's S.p.A. En 2016, le logo[8] a été utilisé par Tod's SPA dans le cadre de leur nouvelle image de marque et de leur campagne "Iconic TT" mettant en vedette plusieurs top models, dont Chiara Ferragni, une influenceuse/blogueuse italienne de "The Blonde Salade"[9] dans une « collection capsule »[10] avec des mocassins roses et un petit sac à main rose.

- Diego Della Valle, PDG de Tod's, s'est ensuite attribué le mérite de la création du logo.
- En avril 2021, Ferragni a rejoint le conseil d'administration du groupe Tod's[11],[12].
- En 2018, Tribe of Two s'est opposé à la tentative de marque de Tods. L'affaire est en cours au bureau des brevets et des marques des États-Unis[8].

Le 19 avril 2023, Tribe of Two a déposé une plainte devant le tribunal fédéral de New York pour contrefaçon de marque, fausse appellation d'origine et concurrence déloyale à l'encontre du fabricant de chaussures italien Tod's. Tribe of Two affirme qu'en 2012, une associée, le mannequin amérindien Brenda Schad (en), a conçu le logo double T (le "logo TT"), qui a été déposé par l'USPTO en 2013.  L'affaire est la suivante : Tribe of Two, LLC v. Tods, S.p.A., Ltd., 1:23-cv-03255 (SDNY)